# Alberto Luiz de Souza
Alberto Luiz de Souza (født 27. april 1975) er en tidligere brasiliansk fodboldspiller.